# Cursa către abis
Cursa către abis (eng: race to the bottom) este o frază socio-economică pentru a descrie dereglementarea de către guvern a legilor specifice mediului de afacerim sau reducerea cotelor de impozitare pentru a atrage sau a păstra activitatea economică în jurisdicțiile lor. În timp ce acest fenomen se poate întâmpla între țări ca urmare a globalizării și a comerțului liber, el poate apărea și în țări individuale între sub-jurisdicțiile lor (state, localități, orașe). Poate apărea atunci când concurența crește între zonele geografice într-un anumit sector de comerț și producție.  Efectul și intenția acestor acțiuni este de a reduce prețul forței de muncă, costul afacerii sau alți factori (pensii, protecția mediului și alte externalități ) asupra cărora guvernele pot exercita controlul.
Această dereglementare reduce costurile de producție pentru întreprinderi. Țările / localitățile cu forță de muncă mai ridicată, standarde de mediu sau impozite pot pierde afacerile față de țările / localitățile cu mai puține reglementări, ceea ce, la rândul lor, le face să dorească reducerea reglementărilor pentru a menține producția firmelor în jurisdicția lor, conducând astfel la standarde de reglementare foarte joase. 

## Istorie și utilizare
Conceptul unei „curse de reglementare spre abis” a apărut în Statele Unite la sfârșitul anilor 1800 și începutul anilor 1900, când a existat o concurență între state pentru a atrage corporații în jurisdicția lor. Unii, precum judecătorul Louis Brandeis, au descris conceptul ca fiind "cursa către abis” și alții, ca o „cursa spre eficiență”. 